# Anders Albien
Carl Anders Herman Albien, född 6 maj 1951 i Malmö, är en svensk teaterregissör, författare och översättare.
2007 var Albien en av tre domare i West End Star, med uppgift att hitta en skådespelerska att göra rollen som Damen i sjön i Spamalot. Han är sonson till biografdirektören Carl Albien i Kalmar.

## Teater

### Regi (ej komplett)
| År   | Produktion                                                                                      | Upphovsmän                                                                                     | Teater                                        |
| ---- | ----------------------------------------------------------------------------------------------- | ---------------------------------------------------------------------------------------------- | --------------------------------------------- |
| 1993 | Parneviks Cirkusparty, revy                                                                     | Bosse Parnevik                                                                                 | Cirkus, Stockholm                             |
| 1996 | Toffelhjältar Relatively Speaking                                                               | Alan Ayckbourn                                                                                 | Nöjesteatern                                  |
| 1998 | Bäddat för sex A Bedfull of Foreigners                                                          | Dave Freeman                                                                                   | Halmstads Teater/ Nöjesteatern                |
| 1999 | Semestercharmören Holiday Snap                                                                  | John Chapman och Michael Pertwee                                                               | Halmstads Teater/ Nöjesteatern                |
| 2000 | Inte nu, älskling! Not Now, Darling                                                             | Ray Cooney och John Chapman                                                                    | Palladium                                     |
| 2001 | Dagens dubbel                                                                                   | Anders Albien                                                                                  | Halmstads Teater                              |
| 2003 | Var är Zlatan? Out of order                                                                     | Ray Cooney                                                                                     | Halmstads Teater                              |
| 2003 | Ladusprall eller Some like it hö't                                                              | Povel Ramel                                                                                    | Hasses Lada                                   |
| 2003 | Hur man lyckas i business utan att bli utbränd How to Succeed in Business Without Really Trying | Abe Burrows, Jack Weinstock, Willie Gilbert och Frank Loesser                                  | Intiman                                       |
| 2003 | Chinarevyn                                                                                      |                                                                                                | Chinateatern                                  |
| 2005 | Hederlige Harry Cash on delivery                                                                | Michael Cooney                                                                                 | Halmstads Teater                              |
| 2005 | Omaka par The Odd Couple                                                                        | Neil Simon                                                                                     | Maximteatern                                  |
| 2006 | Brännvin och fågelholkar – Söderkåkar reser västerut!                                           | Gideon Wahlberg                                                                                | Vallarnas friluftsteater                      |
| 2006 | Asiat i spa't                                                                                   | Anders Albien                                                                                  | Halmstads Teater                              |
| 2007 | Little shop of horrors                                                                          | Alan Menken och Howard Ashman                                                                  | Halmstads Teater                              |
| 2009 | Hairspray                                                                                       | Mark Shaiman och Scott Wittman Översättning Anders Albien                                      | Chinateatern                                  |
| 2010 | Gröna hissen Fair and Warmer                                                                    | Avery Hopwood                                                                                  | Fredriksdalsteatern                           |
| 2010 | Spamalot                                                                                        | John Du Prez, Eric Idle och Neil Innes                                                         | Nöjesteatern                                  |
| 2011 | Viva la Greta                                                                                   | Åke Cato och Mikael Neumann                                                                    | Fredriksdalsteatern                           |
| 2011 | Legally Blonde                                                                                  | Nell Benjamin, Laurence O'Keefe och Heather Hach                                               | Nöjesteatern                                  |
| 2012 | Moonshadow                                                                                      | Cat Stevens, Rachel Wagstaff och Anders Albien                                                 | Princess Theatre, Melbourne, Australien       |
| 2012 | Dirty Dancing                                                                                   | Eleanor Bergstein                                                                              | Chinateatern                                  |
| 2013 | Rock of ages                                                                                    | Chris D'Arienzo                                                                                | Chinateatern                                  |
| 2013 | 'Allå, 'allå, 'emliga armén 'Allo, 'allo                                                        | David Croft och Jeremy Lloyd Översättning och bearbetning Adde Malmberg                        | Fredriksdalsteatern                           |
| 2014 | Flashdance the musical                                                                          | Tom Hedley och Robert Cary                                                                     | Chinateatern                                  |
| 2014 | Pang i bygget Fawlty Towers                                                                     | John Cleese och Connie Booth Översättning Anders Albien                                        | Fredriksdalsteatern                           |
| 2015 | Svarte Orm Blackadder                                                                           | Richard Curtis, Rowan Atkinson, Ben Elton                                                      | Intiman                                       |
| 2015 | Jersey Boys                                                                                     | Marshall Brickman och Rick Elice                                                               | Chinateatern                                  |
| 2015 | Sällskapsresan                                                                                  | Bengt Palmers och Jakob Skarin                                                                 | Nöjesteatern Senare flyttad till Chinateatern |
| 2018 | Ghost                                                                                           | Dave Stewart, Glen Ballard och Bruce Joel Rubin Översättning Anders Albien                     | Chinateatern                                  |
| 2019 | En värsting till syster Sister Act                                                              | Alan Menken, Glenn Slater, Cheri Steinkellner och Bill Steinkellner Översättning Anders Albien | Chinateatern                                  |
| 2021 | Saturday Night Fever                                                                            | Robert Stigwood Översättning Anders Albien                                                     | Chinateatern                                  |
| 2022 | Bäddat för trubbel A Bedfull of Foreigners                                                      | Dave Freeman Översättning Anders Albien                                                        | Krusenstiernska teatern                       |

## Översättning i urval
- 1992 - Para på skoj (I Love My Wife) av Cy Coleman och Michael Stewart, Folkan
- 1993 - Jo, det gällde annonsen (La bonne adresse) av Marc Camoletti, Helsingborgs stadsteater
- 2001 - Hela sjukan (Only When I Laugh) av Eric Chappell, Scalateatern/Riksteatern
- 2002 - Gifta vänner (Dinner with Friends) av Donald Margulies, Stockholms stadsteater
- 2003 - Hur man lyckas i business utan att bli utbränd (How to Succeed in Business Without Really Trying) av Abe Burrows, Jack Weinstock, Willie Gilbert och Frank Loesser, Intiman
- 2005 - Omaka par (The Odd Couple) av Neil Simon, Maximteatern
- 2006 - Sweet Charity av Neil Simon, Cy Coleman och Dorothy Fields, Intiman
- 2010 - We will rock you av Ben Elton, Cirkus